# Because the Night
"Because the Night" is een nummer van de Amerikaanse band Patti Smith Group. Het nummer verscheen op hun album Easter uit 1978. Op 2 maart van dat jaar werd het nummer uitgebracht als de eerste single van het album.

## Achtergrond
"Because the Night" is geschreven door Smith en Bruce Springsteen. Oorspronkelijk werd het opgenomen door Springsteen voor zijn album Darkness on the Edge of Town, maar hij was niet tevreden met het nummer en wist van tevoren al dat hij het niet zelf af zou maken, omdat het "weer een liefdesliedje" was. In een andere studio, vlak bij de studio waarin Springsteen en producer Jimmy Iovine aan het opnemen waren, was de Patti Smith Group aan het werken aan hun eveneens door Iovine geproduceerde album Easter. Iovine gaf Smith een opname van het nummer en zij bewerkte het voor haar eigen opname op Easter.
Hoewel "Because the Night" nooit verscheen op een officieel studioalbum van Springsteen, zong hij het vaak tijdens liveconcerten op zijn tournee ter promotie van Darkness on the Edge of Town met zijn eigen tekst. Smith zong het nummer voor het eerst live tijdens een van haar concerten op 30 december 1977, haar 31e verjaardag, in duet met Springsteen, die ook gitaar speelde. De enige commercieel uitgebracht opnamen van het nummer door Springsteen verschenen op het livealbum Live 1975–85 uit 1986 en het compilatiealbum The Promise uit 2010, waarop de oorspronkelijke opname voor het album Darkness on the Edge of Town te horen is.
De versie van "Because the Night" door de Patti Smith Group betekende de doorbraak van de band; De plaat bereikte in thuisland de Verenigde Staten de 13e positie in de  Billboard Hot 100, terwijl de plaat in het Verenigd Koninkrijk zelfs de 5e positie behaalde in de UK Singles Chart. De plaat werd tevens een hit in andere landen, waaronder Canada, Australië en Zweden, maar bleef in het Nederlandse taalgebied vrijwel onopgemerkt. 
In Nederland werd de plaat regelmatig gedraaid op Hilversum 3 en werd een radiohit. Desondanks werd de Nederlandse Top 40 niet bereikt maar bleef steken op de 5e positie van de Tipparade. In de op 1 juni 1978 gestarte hitlijst TROS Top 50 werd de 42e positie bereikt. In de Nationale Hitparade was de plaat slechts één week genoteerd op de 47e positie. In de Europese hitlijst op Hilversum 3, de TROS Europarade, werd de 16e positie bereikt.
In België was de plaat eveneens slechts één week genoteerd op de 28e positie in de voorloper van de Vlaamse Ultratop 50 en de 23e positie in de Vlaamse  Radio 2 Top 30. In Wallonië werd géén notering behaald.
In 1987 zette het tijdschrift NME de versie van Smith op de 116e positie in hun lijst met de 150 beste nummers ooit.
"Because the Night" is gecoverd door diverse artiesten met wisselende successen. In de winter van 1992-1993 werd het uitgebracht door de Italiaanse Eurodance-act Co.Ro met zangeres Tarlisa. Dit werd een nummer 1-hit in Spanje en kwam in vele andere Europese landen hoog in de hitlijsten terecht.
In Nederland werd deze versie een radiohit in de destijds twee hitlijsten op de nationale publieke popzender Radio 3 en bereikte de 19e positie in de Nederlandse Top 40 en de 17e positie in  de Nationale Top 100.
In België bereikte deze versie de 7e positie in de voorloper van de Vlaamse Ultratop 50 en de 17e positie in de Vlaamse Radio 2 Top 30. In Wallonië werd géén notering behaald.
In 2002 werd een cover van de single uitgebracht door de Duitse dj Jan Wayne die vooral in de Duitse en Nederlandse taalgebieden een grote hit scoorde. In Nederland behaalde deze single de nummer 1-positie in de publieke hitlijst; de Mega Top 100 op Radio 3FM en de 2e positie in de Nederlandse Top 40 op Radio 538.
In België behaalde deze versie de 2e positie in de Vlaamse Ultratop 50. In zowel de Vlaamse Radio 2 Top 30 als in de Waalse hitlijst werd géén notering behaald.
Andere covers van "Because the Night" zijn gemaakt door onder anderen 10,000 Maniacs, die in 1993 een akoestische versie opnamen voor hun MTV Unplugged-optreden. Cascada bracht het nummer in 2008 uit op hun album Perfect Day en scoorden hiermee een kleine hit in een aantal Europese landen. In 2013 brachten Garbage en Screaming Females een cover van het nummer uit ter gelegenheid van Record Store Day. Ook is het nummer opgenomen door artiesten als Veronica Maggio, Anna Oxa, Sonic Youth, Michael Stipe, KT Tunstall, U2 en Kim Wilde.

## Hitnoteringen

### Patti Smith Group

#### Nationale Hitparade
| Hitnotering: 10-06-1978 | Hitnotering: 10-06-1978 | Hitnotering: 10-06-1978 |
| Week                    | 1                       |                         |
| ----------------------- | ----------------------- | ----------------------- |
| Positie                 | 47                      | uit                     |

#### NPO Radio 2 Top 2000
| Nummer met noteringen in de NPO Radio 2 Top 2000 | '99 | '00  | '01  | '02 | '03 | '04 | '05  | '06  | '07  | '08  | '09  | '10 | '11  | '12  | '13  | '14  | '15 | '16  | '17  | '18  | '19  | '20  | '21  | '22  | '23  | '24  |
| ------------------------------------------------ | --- | ---- | ---- | --- | --- | --- | ---- | ---- | ---- | ---- | ---- | --- | ---- | ---- | ---- | ---- | --- | ---- | ---- | ---- | ---- | ---- | ---- | ---- | ---- | ---- |
| Because the Night                                | 839 | 1092 | 1019 | 669 | 994 | 855 | 1103 | 1168 | 1217 | 1057 | 1040 | 954 | 1130 | 1095 | 1019 | 1152 | 989 | 1243 | 1302 | 1116 | 1424 | 1545 | 1581 | 1640 | 1649 | 1588 |

1. ↑  Een vetgedrukt getal geeft de hoogste notering aan.

### Co.Ro featuring Tarlisa

#### Nederlandse Top 40
| Hitnotering: 12-12-1992 t/m 23-01-1993 | Hitnotering: 12-12-1992 t/m 23-01-1993 | Hitnotering: 12-12-1992 t/m 23-01-1993 | Hitnotering: 12-12-1992 t/m 23-01-1993 | Hitnotering: 12-12-1992 t/m 23-01-1993 | Hitnotering: 12-12-1992 t/m 23-01-1993 | Hitnotering: 12-12-1992 t/m 23-01-1993 | Hitnotering: 12-12-1992 t/m 23-01-1993 |
| Week                                   | 1                                      | 2                                      | 3                                      | 4                                      | 5                                      | 6                                      |                                        |
| -------------------------------------- | -------------------------------------- | -------------------------------------- | -------------------------------------- | -------------------------------------- | -------------------------------------- | -------------------------------------- | -------------------------------------- |
| Positie                                | 37                                     | 22                                     | 19                                     | 19                                     | 24                                     | 34                                     | uit                                    |

#### Nationale Top 100
| Hitnotering: 21-11-1992 t/m 30-01-1993 | Hitnotering: 21-11-1992 t/m 30-01-1993 | Hitnotering: 21-11-1992 t/m 30-01-1993 | Hitnotering: 21-11-1992 t/m 30-01-1993 | Hitnotering: 21-11-1992 t/m 30-01-1993 | Hitnotering: 21-11-1992 t/m 30-01-1993 | Hitnotering: 21-11-1992 t/m 30-01-1993 | Hitnotering: 21-11-1992 t/m 30-01-1993 | Hitnotering: 21-11-1992 t/m 30-01-1993 | Hitnotering: 21-11-1992 t/m 30-01-1993 | Hitnotering: 21-11-1992 t/m 30-01-1993 | Hitnotering: 21-11-1992 t/m 30-01-1993 |
| Week                                   | 1                                      | 2                                      | 3                                      | 4                                      | 5                                      | 6                                      | 7                                      | 8                                      | 9                                      | 10                                     |                                        |
| -------------------------------------- | -------------------------------------- | -------------------------------------- | -------------------------------------- | -------------------------------------- | -------------------------------------- | -------------------------------------- | -------------------------------------- | -------------------------------------- | -------------------------------------- | -------------------------------------- | -------------------------------------- |
| Positie                                | 94                                     | 74                                     | 59                                     | 44                                     | 28                                     | 20                                     | 17                                     | 17                                     | 22                                     | 33                                     | uit                                    |

### Jan Wayne

#### Nederlandse Top 40
| Hitnotering: 03-08-2002 t/m 26-10-2002 | Hitnotering: 03-08-2002 t/m 26-10-2002 | Hitnotering: 03-08-2002 t/m 26-10-2002 | Hitnotering: 03-08-2002 t/m 26-10-2002 | Hitnotering: 03-08-2002 t/m 26-10-2002 | Hitnotering: 03-08-2002 t/m 26-10-2002 | Hitnotering: 03-08-2002 t/m 26-10-2002 | Hitnotering: 03-08-2002 t/m 26-10-2002 | Hitnotering: 03-08-2002 t/m 26-10-2002 | Hitnotering: 03-08-2002 t/m 26-10-2002 | Hitnotering: 03-08-2002 t/m 26-10-2002 | Hitnotering: 03-08-2002 t/m 26-10-2002 | Hitnotering: 03-08-2002 t/m 26-10-2002 | Hitnotering: 03-08-2002 t/m 26-10-2002 | Hitnotering: 03-08-2002 t/m 26-10-2002 |
| Week                                   | 1                                      | 2                                      | 3                                      | 4                                      | 5                                      | 6                                      | 7                                      | 8                                      | 9                                      | 10                                     | 11                                     | 12                                     | 13                                     |                                        |
| -------------------------------------- | -------------------------------------- | -------------------------------------- | -------------------------------------- | -------------------------------------- | -------------------------------------- | -------------------------------------- | -------------------------------------- | -------------------------------------- | -------------------------------------- | -------------------------------------- | -------------------------------------- | -------------------------------------- | -------------------------------------- | -------------------------------------- |
| Positie                                | 35                                     | 22                                     | 10                                     | 2                                      | 2                                      | 3                                      | 4                                      | 5                                      | 7                                      | 8                                      | 14                                     | 18                                     | 24                                     | uit                                    |

#### Mega Top 100
| Hitnotering: 20-07-2002 t/m 30-11-2002 | Hitnotering: 20-07-2002 t/m 30-11-2002 | Hitnotering: 20-07-2002 t/m 30-11-2002 | Hitnotering: 20-07-2002 t/m 30-11-2002 | Hitnotering: 20-07-2002 t/m 30-11-2002 | Hitnotering: 20-07-2002 t/m 30-11-2002 | Hitnotering: 20-07-2002 t/m 30-11-2002 | Hitnotering: 20-07-2002 t/m 30-11-2002 | Hitnotering: 20-07-2002 t/m 30-11-2002 | Hitnotering: 20-07-2002 t/m 30-11-2002 | Hitnotering: 20-07-2002 t/m 30-11-2002 | Hitnotering: 20-07-2002 t/m 30-11-2002 | Hitnotering: 20-07-2002 t/m 30-11-2002 | Hitnotering: 20-07-2002 t/m 30-11-2002 | Hitnotering: 20-07-2002 t/m 30-11-2002 | Hitnotering: 20-07-2002 t/m 30-11-2002 | Hitnotering: 20-07-2002 t/m 30-11-2002 | Hitnotering: 20-07-2002 t/m 30-11-2002 | Hitnotering: 20-07-2002 t/m 30-11-2002 | Hitnotering: 20-07-2002 t/m 30-11-2002 | Hitnotering: 20-07-2002 t/m 30-11-2002 | Hitnotering: 20-07-2002 t/m 30-11-2002 |
| Week                                   | 1                                      | 2                                      | 3                                      | 4                                      | 5                                      | 6                                      | 7                                      | 8                                      | 9                                      | 10                                     | 11                                     | 12                                     | 13                                     | 14                                     | 15                                     | 16                                     | 17                                     | 18                                     | 19                                     | 20                                     |                                        |
| -------------------------------------- | -------------------------------------- | -------------------------------------- | -------------------------------------- | -------------------------------------- | -------------------------------------- | -------------------------------------- | -------------------------------------- | -------------------------------------- | -------------------------------------- | -------------------------------------- | -------------------------------------- | -------------------------------------- | -------------------------------------- | -------------------------------------- | -------------------------------------- | -------------------------------------- | -------------------------------------- | -------------------------------------- | -------------------------------------- | -------------------------------------- | -------------------------------------- |
| Positie                                | 66                                     | 50                                     | 24                                     | 14                                     | 5                                      | 1                                      | 2                                      | 2                                      | 2                                      | 2                                      | 4                                      | 6                                      | 11                                     | 16                                     | 27                                     | 42                                     | 51                                     | 57                                     | 70                                     | 81                                     | uit                                    |

E Street Band: Bruce Springsteen · Roy Bittan · Nils Lofgren · Patti Scialfa · Garry Tallent · Steven Van Zandt · Max Weinberg
Jake Clemons · Charles Giordano · Soozie Tyrell
Voormalige leden: Ernest Carter · Clarence Clemons · Danny Federici · Vini Lopez · David Sancious
Voormalige tourmuzikanten:
Everett Bradley · Barry Danielian · Clark Gayton · Curtis King · Suki Lahav · Ed Manion · The Miami Horns · Cindy Mizelle · Michelle Moore · Tom Morello · Curt Ramm · Jay Weinberg